# Amator
Amator é um filme polonês de 1979, do gênero drama, dirigido por Krzysztof Kieślowski.
Este filme significou a grande revelação de Kieslowski. No princípio, ele dedicava-se a filmar apenas cenas caseiras, mas ao fim de algum tempo entusiasmou-se de tal modo com a sua câmara de filmar que complicou seriamente a vida dos outros.
Além do acontecimento concreto o filme é caracterizado por algum nível filosófico. Nomeadamente a função da arte e o seu relacionamento com o papel do artista são implicitamente demonstrados, assim como a responsabilidade, a coragem e a moralidade do cineasta.
Um filme curioso, com interpretação artística excelente.
Premiado em Moscovo com o Grand Prix.

## Elenco
- Jerzy Stuhr
- Malgorzata Zabkowska
- Ewa Pokas
- Stefan Czyzewski
- Jerzy Nowak
- Tadeusz Bradecki